# 先生媽 (邵族)
先生媽（邵語：Misshishi），是台灣邵族傳統社會中的祭師（女巫），只能由女性擔任，為族人和祖靈之間溝通的橋樑，算是一種靈媒，主要主持邵族的各項傳統儀式，也是邵族傳承傳統文化的重要角色。

## 簡述
先生媽的邵語原意為「受尊敬的人」或「作祭的人」，日文稱呼為「希希」（シシ），先生媽的稱呼則是來自台語發音，她們是邵族傳統文化中的女祭司，都是由祖靈挑選出來，負責服侍邵族的最高祖靈Pacalar、祭祀祖靈（籃）、並傳達祖靈的旨意，他們在部落中主要負責主持各項生命禮俗（婚喪喜慶、蓋房子、造船等）與歲時祭儀（播種祭、豐年祭、狩獵祭等），並且為族人告解、祈福、除穢等，要移動祖靈籃時也需要請先生媽來向其中的祖靈通報並取得同意，根據邵族耆老回憶，過去先生媽還會幫族人治病或招魂。她們的工作是義務性質的，只要有族人需要就要幫忙，是邵族社會中最重要的職務與文化指標之一。
另外，先生媽的職務是終身職，除非去世或是不符資格才要卸任。為了敬畏祖靈，邵族以嚴謹的制度選出先生媽，因此先生媽除了必須有服侍祖靈的意願外，還必須已婚、具備夫妻雙全、擔任過、言行舉止與人格品德受敬重並受到族人的推崇、獲得最高祖靈pacalar的同意等要件。
先生媽的身分不一定必須是邵族血統，跟邵族結婚的他族女性也是可以出任先生媽。

## 任命
擔任先生媽的途徑主要有現任先生媽提拔或是自願、還願（向祖靈祈求一個願望，實現後已擔任先生媽作為回報）。在決定出任先生媽後，會有以下任命流程：
1. 現任先生媽會選擇一天帶著出任者前往拉魯島取得祖靈的認可，只能以搭乘小舟的方式前往、且過程中不能回頭或返航，靠近拉魯島時，則要大聲咳嗽來通知祖靈，並且繞島航行幾圈，若祖靈同意讓他出任，水面會出現水波或氣泡作為回應。
2. 正式登島，由先生媽在前頭帶領，一行人前往島上一棵茄苳樹下，灑酒向祖先祈福，並且再前往樹旁的一顆大石頭旁，用毛毯遮住自願者的頭，並且以變色葉刷著他的背並唸著祭詞，過程不可放屁或打噴嚏冒犯祖靈，回程也需大聲咳嗽向祖靈告別，而毯子則要一直到抵達家裡後才可以拿下。
3. 回到家後，先生媽們需要將準備好的豬頭、豬尾、豬內臟和豬腿放在砧板上（象徵全豬），上面再放一把刀，豬嘴對準家門口，把出任者家裡的祖靈籃放在前面，並且在籃旁邊放一個小甕、上面再放一碗酒，再以兩根竹竿圍成祭場，儀式中出任者坐在前面、先生媽們坐在後面吟誦祭詞，最後灑酒告祖。
4. 當天晚上出任者需要和丈夫一起睡在門口，且不可以起來，所有事情都要由丈夫幫忙完成，傳說祖靈會到夢境中教導她，但教導的內容和夢境都不可以像任何人透漏。

以上所有儀式結束之後，出任者才算正式成為新任的先生媽。

## 傳承危機
由於先生媽本身的職務責任、資格限制和邵族文化逐漸式微的影響下，先生媽的傳承逐漸出現問題，至1993年時僅剩7位、後來縮減為5位，直到2017年時邵族的考古學家郭素秋成為新任先生媽後變成6位，當下邵族正積極試圖維持其文化傳承。